# قلبم مال کیه؟
"قلبم مال کیه؟"(به انگلیسی: Who Owns My Heart) آهنگ خواننده مشهور آمریکایی، مایلی سایرس، می‌باشد. این آهنگ در ۲۲ اکتبر ۲۰۱۰ توسط هالیوود رکوردز به عنوان دومین آهنگ از سومین آلبوم مایلی سایرس، رام‌نشدنی، منتشر شد.